# Herblay-sur-Seine
Pour les articles homonymes, voir Herblay.
Herblay-sur-Seine (appelée Herblay jusqu'en novembre 2018) est une commune française située dans le département du Val-d'Oise en région Île-de-France. Ses habitants sont appelés les Herblaysiens ou Herblaisiens.

## Géographie

### Localisation
Herblay-sur-Seine est situé sur la rive droite de la Seine, à la limite des Yvelines.

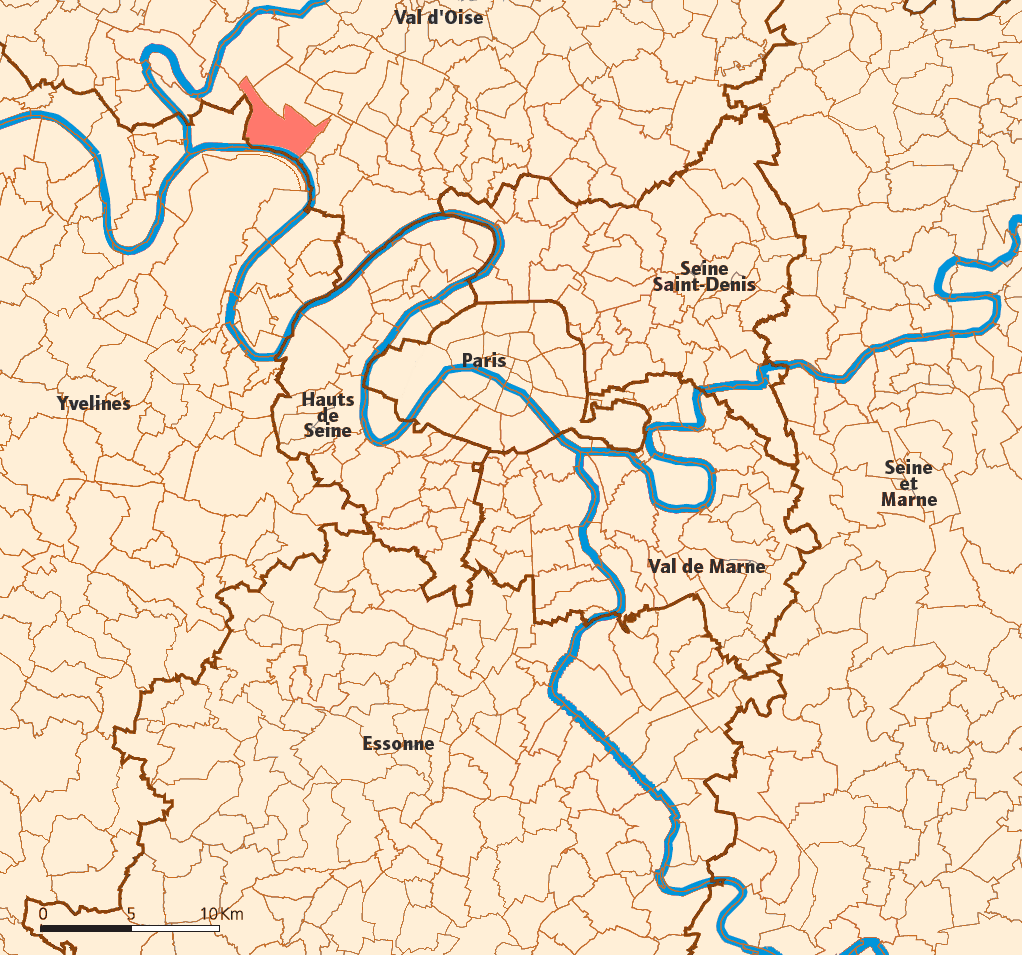
Position dans la grande couronne parisienne.
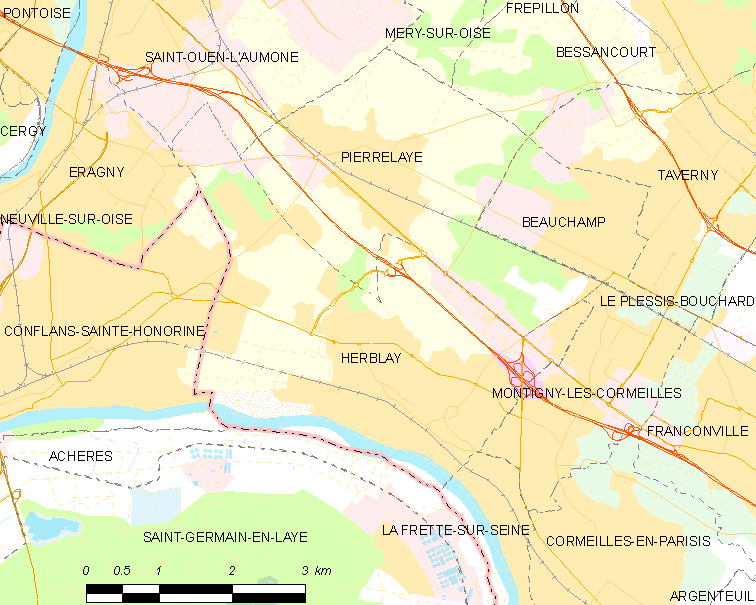
Carte de la commune.
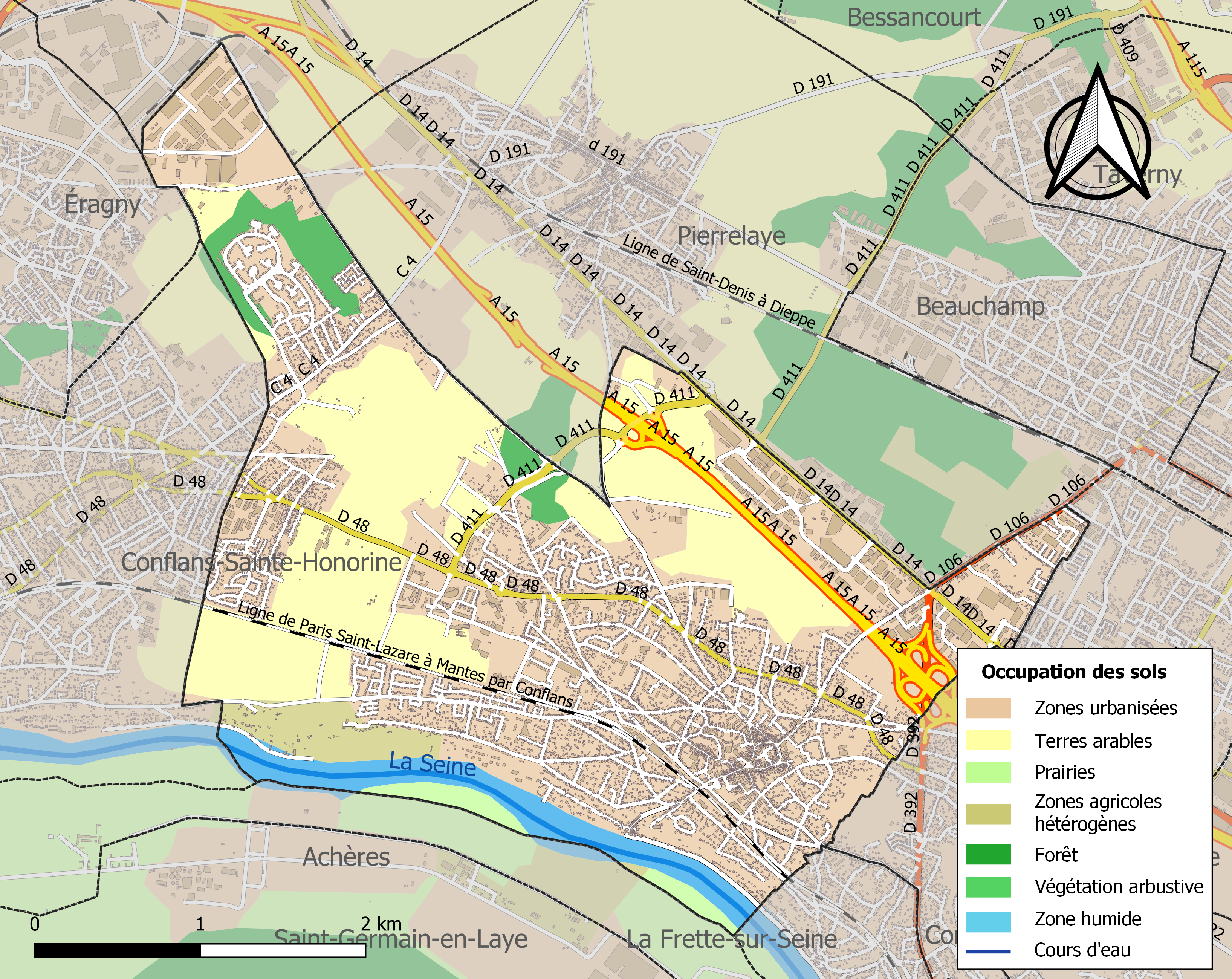
Occupation des sols.

### Communes limitrophes
Herblay-sur-Seine est limitrophe de La Frette-sur-Seine, Montigny-lès-Cormeilles, Pierrelaye, Saint-Ouen-l'Aumône, Éragny, Conflans-Sainte-Honorine, Achères.
| Saint-Ouen-l'Aumône              | Pierrelaye        |                         |
| Éragny, Conflans-Sainte-Honorine | Herblay-sur-Seine | Montigny-lès-Cormeilles |
|                                  | Achères           | La Frette-sur-Seine     |

### Voies de communication et transports

#### Transports en commun
La gare d'Herblay, sur la ligne de Paris-Saint-Lazare à Mantes-la-Jolie et à Gisors par Conflans-Sainte-Honorine, est desservie par les trains de la ligne J du Transilien.
La commune est desservie par les lignes 30-07, 30-31, 30-32, 30-38, 30-47, 30-48, 95-19, 95-20 et 95-21 du réseau de bus Val Parisis. Herblay possède une ligne CitéVal composé de deux circuits desservant les différents quartiers de la commune.

### Climat
Pour des articles plus généraux, voir Climat de l'Île-de-France et Climat du Val-d'Oise.
En 2010, le climat de la commune est de type climat océanique dégradé des plaines du Centre et du Nord, selon une étude du CNRS s'appuyant sur une série de données couvrant la période 1971-2000. En 2020, Météo-France publie une typologie des climats de la France métropolitaine dans laquelle la commune est dans une zone de transition entre le climat océanique et le climat océanique altéré et est dans la région climatique Sud-ouest du bassin Parisien, caractérisée par une faible pluviométrie, notamment au printemps (120 à 150 mm) et un hiver froid (3,5 °C).
Pour la période 1971-2000, la température annuelle moyenne est de 11,4 °C, avec une amplitude thermique annuelle de 15,1 °C. Le cumul annuel moyen de précipitations est de 660 mm, avec 9,7 jours de précipitations en janvier et 7,8 jours en juillet. Pour la période 1991-2020, la température moyenne annuelle observée sur la station météorologique la plus proche, située à Pontoise à 8 km à vol d'oiseau, est de 12,5 °C et le cumul annuel moyen de précipitations est de 666,7 mm,. Pour l'avenir, les paramètres climatiques de la commune estimés pour 2050 selon différents scénarios d'émission de gaz à effet de serre sont consultables sur un site dédié publié par Météo-France en novembre 2022.

## Urbanisme

### Typologie
Au 1er janvier 2024, Herblay-sur-Seine est catégorisée grand centre urbain, selon la nouvelle grille communale de densité à sept niveaux définie par l'Insee en 2022.
Elle appartient à l'unité urbaine de Paris, une agglomération inter-départementale regroupant 407  communes, dont elle est une commune de la banlieue,,. Par ailleurs la commune fait partie de l'aire d'attraction de Paris, dont elle est une commune du pôle principal,. Cette aire regroupe 1 929 communes,.

### Morphologie urbaine
Herblay-sur-Seine est bordée au Sud par la Seine. Un bourg s'est constitué en surplomb, sur le plateaux, autour de l'église Saint-Martin. La surface de la commune a longtemps été dominées par des terrains agricoles qui conditionnent aujourd'hui l'urbanisme de la commune. La plaine céréalière de Pierrelaye a notamment orienté certains quartiers (Les Cailloux Gris, les Buttes Blanches et Les Femmes Savantes) vers les communes de Conflans-Sainte-Honorine  et d'Eragny.
La ville comporte un centre-ville historique commercial, mais aussi une importante zone d'activité économique et commerciale située au nord de l'autoroute A15 et le long de la RD14 , appelée la "Patte d'Oie d'Herblay-sur-Seine". L'autoroute A15 est aussi un élément séparateur des différents quartiers de la ville.
Commune intermédiaire entre la zone urbaine parisienne et les plaines du Vexin, Herblay-sur-Seine est une commune majoritairement urbanisée, mais aux "franges de l'agglomération"(soit un taux d'espace urbanisé supérieur ou égal à 65%, et une densité humaine supérieure ou égale à 30 individus à l'hectare).

### Quartiers
Les quartiers d'Herblay-sur-Seine sont :
| - Les Copistes - La Roue - Les Ambassadeurs - La Butte de la Tuile - Les Chênes - L'Orme Macaire - Centre-ville | - L'Orme brûlé - Le Village - Les Fontaines - Les Naquettes - La Martinière - Le Val de Seine | - Les Quais de Seine - Les Bournouviers - Les Bayonnes - Les Cailloux gris - Les Courlains - Les Buttes blanches |

### Projets urbains
Cette plaine agricole a été plus tard été utilisée pour l'épandage des eaux usées de l'agglomération parisienne. La plaine de Bessancourt-Herblay-Pierrelaye fait aujourd'hui l'objet d'un projet d'envergure s'inscrivant dans la ceinture verte projetée par le Grand Paris.
Le Plan Local d'Urbanisme en vigueur de la commune a été adopté le 26 septembre 2019 par le Conseil Municipal de la commune. La commune souhaite "maîtriser l'urbanisme" afin de limiter l'expansion de la commune,. Il décrit les règles d'occupation des sols par secteur, mais aussi les différentes orientations d'aménagement et de programmation de la commune :
- Les orientations de renouvellement urbain sur les secteurs de entrée du centre-ville et de la RD14
- Les orientations de développement urbain sur les quartiers des Bayonnes, de Chennevières, de La Garenne, des Noisetiers
- Les orientations de développement touristique, patrimonial et paysagers autour des bords de Seine.

## Toponymie
Attestée sous les noms, Acebrelidum et Arabrelidum en 754, Arablai et Arablet, Adrabletum et Atrabletum, Herbleyo en 1207, Erbleium et Erbledum en 1210, Herbledis en 1226, Herbuletum et Herbleium au XIIIe siècle, Herbleio au XIIIe siècle, Erblay fin du XIIIe siècle, Erblay en 1365, Arblay entre 1346 et 1372, Erbelay-sur-seine en 1394, Arbeley en 1598, Erbelay en 1626, Herbelay en 1631, Erblai et Herbelai en 1631, Herbelay, Herbelaye en 1667, Arblay en 1714, Herblai au XVIIIe siècle,, Arblai en 1720, Airblai en 1720, Herblet en 1746, Erbelay en 1764, Herblai en 1763, Erblay et Orblay[Quand ?].
Acebrelidum issue du bas latin acerabulus « érable » et du suffixe -etum « ensemble d'érables ».
La commune, instituée par la Révolution française sous le nom de Herbelay en 1793, puis de Herblay en 1801, change officiellement de nom pour devenir Herblay-sur-Seine en novembre 2018, après une consultation des habitants.

## Histoire

### Les origines
Le village était partagé entre les seigneuries des abbés de Saint-Denis, du chapitre de Notre-Dame de Paris, et la famille Chaumont. Ce fut également le fief de Jean de Beauvais au XIVe siècle, au XVIe siècle, celui des Ailegrin.
L'église du XIIe siècle (Saint-Martin), classée monument historique le 6 juillet 1925, est bâtie sur l'emplacement d'une nécropole mérovingienne.

### XIXesiècle
À la fin du XIXe siècle et au début du XXe siècle, grâce à l'arrivée du chemin de fer, la ville se développe fortement. De nombreuses familles bourgeoises s'installent dans cette campagne devenue si près de Paris. Ils commandent à des architectes locaux de belles villas imprégnées du goût de l'époque pour l'éclectisme et l'Art nouveau.
- Architecte Henri Lecœur (1867-1951) : 4, 6, 14 et 18, rue Maurice Berteaux ; 21, rue des Sablons.
- Architectes Paul et Albert Leseine et Coulon : 31, quai du Génie.
- Architecte P. Guignard : 17 et 19, rue des Sablons.
- Architecte P. Lafay : 18 rue Jean Leclaire.

### XXesiècle

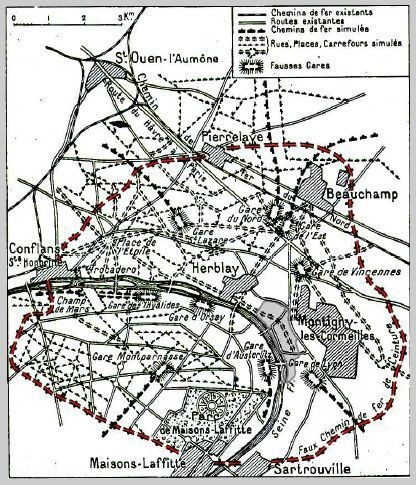
Plan de la zone « B » de répliques de Paris, dont Herblay est quasiment le centre.

À la fin de la Première Guerre mondiale, le secteur où est situé la commune étant à l'époque encore peu peuplé malgré la proximité de Paris, est délimitée une zone « B » dont Herblay-sur-Seine est quasiment le centre (il existe, ailleurs, en région parisienne des zones « A » et « C ») dans le cadre du projet de répliques de Paris, un ensemble d'infrastructures militaires françaises destinées à leurrer la nuit les aviateurs allemands en opération de bombardement, en simulant, principalement par des éclairages, la présence de la capitale à des endroits peu urbanisés. Mais cependant et par conséquent, Herblay court potentiellement le risque de subir des destructions par l'ennemi, sacrifié en quelque sorte pour préserver Paris. Dans les faits, ce projet n'est concrétisé, partiellement, qu'en zone « A », mais n'est pas réalisé en zones « B » et « C », en raison de la fin du conflit.

## Politique et administration

### Rattachements administratifs et électoraux
Antérieurement à la loi du 10 juillet 1964, la commune faisait partie du département de Seine-et-Oise. La réorganisation de la région parisienne en 1964 fit que la commune appartient désormais au département du Val-d'Oise et à l'arrondissement d'Argenteuil, après un transfert administratif effectif au 1er janvier 1968.
Pour l'élection des députés, elle fait partie depuis 1986 de la troisième circonscription du Val-d'Oise.
Elle faisait partie de 1793 à 1964 du canton d'Argenteuil, année où elle intègre le canton de Cormeilles-en-Parisis. En 1973, elle devient le chef-lieu du canton d'Herblay-sur-Seine. Dans le cadre du redécoupage cantonal de 2014 en France, la commune devient le bureau centralisateur de ce canton dont la composition est modifiée, passant de 2 à 3 communes.
La commune fait partie de la juridiction d’instance de Sannois, et des juridictions de grande instance et de commerce de Pontoise,.

### Intercommunalité
La commune était membre de la communauté de communes du Parisis a été créée le 28 octobre 2005, et transformée en communauté d'agglomération en 2011 sous le nom de communauté d'agglomération du Parisis.
Dans le cadre de la mise en œuvre de la loi MAPAM du 27 janvier 2014, qui prévoit la généralisation de l'intercommunalité à l'ensemble des communes et la création d'intercommunalités de taille importante, cette intercommunalité fusionne avec sa voisine pour former, le 1er janvier 2016 la communauté d'agglomération Val Parisis, dont la commune est désormais membre.

### Tendances politiques
Au deuxième tour des dernières élections présidentielles :
- en 2002, les tendances politiques d'Herblay-sur-Seine étaient plus pour Jacques Chirac que pour Jean-Marie Le Pen (83,52 % / 16,48 %) ;
- en 2007, elles étaient plus pour Nicolas Sarkozy que pour Ségolène Royal (55,35 % / 44,65 %) ;
- puis en 2012, elles étaient plus pour François Hollande que pour Nicolas Sarkozy (50,45 % / 49,55 %).

Lors des élections municipales de 2014, Philippe Rouleau (LR) l'emporte au premier tour avec 50,98 % soit 4 992 voix.

### Liste des maires
| Période                                  | Période                        | Identité                | Étiquette    | Qualité |
| ---------------------------------------- | ------------------------------ | ----------------------- | ------------ | --- |
| Les données manquantes sont à compléter. |                                |                         |              | |
| 1790                                     |                                | François Nicolas Cochon |              | |
| 1792                                     |                                | M. Tempe                |              | |
| 1793                                     |                                | Nicolas Lorfevre        |              | |
| 1797                                     |                                | Jean-Baptiste Jouvin    |              | |
| 1798                                     |                                | Jacques Dumesnil        |              | |
| 1800                                     |                                | M. Delot                |              | |
| 1814                                     |                                | M. Marceau              |              | |
| 1820                                     |                                | M. Bunel                |              | |
| 1848                                     |                                | Oscar Thevenin          |              | |
| 1851                                     |                                | Louis-Victor Dubray     |              | |
| 1865                                     |                                | Edme Jean Leclaire      |              | |
| 1868                                     |                                | Gabriel Paulmier        |              | |
| 1878                                     |                                | Constantin Macaire      |              | |
| 1887                                     |                                | Paul Louchet            |              | |
| 1896                                     |                                | François Brunet         |              | |
| 1904                                     | 1912                           | Benoni Crosnier         |              | |
| 1912                                     | 1919                           | G. Brunet               |              | |
| 1919                                     | 1924                           | A. Brault               |              | |
| 1924                                     | 1925                           | L. Berard               |              | |
| 1925                                     | 1926                           | Emile Froumy            | Rad.         | Conducteur de l'assainissement (sites d'Herblay et d'Achères de 1898 a 193) |
| 1927                                     |                                | Gabriel Estorges        | PDP          | |
| 1945                                     | 1947                           | Maurice Brétéché        | PCF          | Sous-chef de brigade de manœuvres à la SNCF |
| 1947                                     | 1959                           | Adolphe Brunel          | Rad.         | Expert financier auprès du Tribunal de Versailles |
| 1959                                     |                                | Claude Verneau          |              | |
| 1962                                     | 1969                           | Roger Recrosio          |              | Expert-comptable agréé |
| 1969                                     | 1994                           | Roger Barat             | UDF-Rad.     | Directeur d'école Conseiller général d'Herblay (1976 → 1992) |
| 1994                                     | juin 1995                      | Michel Barat            | UDF          | Professeur de philosophie Grand maître de la Grande Loge de France (1990 → 1993 et 2001 → ) |
| juin 1995                                | mars 2001                      | Jean-Pierre Lechalard   | PS           | Professeur Conseiller général d'Herblay (1998 → 2004) |
| mars 2001                                | mars 2014                      | Patrick Barbe           | RPR puis UMP | Cadre informatique Conseiller général d'Herblay (2004 → 2011) Vice-président de la communauté d'agglomération du Parisis ( ? → 2015) |
| mars 2014,                               | En cours (au 29 novembre 2023) | Philippe Rouleau        | UMP → LR     | Directeur des ventes chez Orange Conseiller départemental d'Herblay-sur-Seine (2015 → ) Vice-président du conseil départemental du Val-d'Oise (2015 → ) Vice-président de la communauté d'agglomération Val Parisis (2017 → ) Réélu pour le mandat 2020-2026, |

### Politique de développement durable
La ville a engagé une politique de développement durable en lançant une démarche d'Agenda 21 en 2009. Durant l'été 2022 toutefois, vive protestation des habitants contre l'abattage programmé de 21 platanes en plein centre-ville.

### Jumelages
La ville est jumelée avec la ville de Taunusstein, en Allemagne et la ville de Yeovil, au Royaume-Uni.

## Population et société

### Démographie
L'évolution du nombre d'habitants est connue à travers les recensements de la population effectués dans la commune depuis 1793. Pour les communes de plus de 10 000 habitants les recensements ont lieu chaque année à la suite d'une enquête par sondage auprès d'un échantillon d'adresses représentant 8 % de leurs logements, contrairement aux autres communes qui ont un recensement réel tous les cinq ans,.

En 2022, la commune comptait 31 818 habitants, en évolution de +9,47 % par rapport à 2016 (Val-d'Oise : +4 %, France hors Mayotte : +2,11 %).
| 1793  | 1800  | 1806  | 1821  | 1831  | 1836  | 1841  | 1846  | 1851  |
| ----- | ----- | ----- | ----- | ----- | ----- | ----- | ----- | ----- |
| 1 524 | 1 364 | 1 377 | 1 396 | 1 564 | 1 576 | 1 574 | 1 605 | 1 582 |

| 1856  | 1861  | 1866  | 1872  | 1876  | 1881  | 1886  | 1891  | 1896  |
| ----- | ----- | ----- | ----- | ----- | ----- | ----- | ----- | ----- |
| 1 592 | 1 641 | 1 611 | 1 699 | 1 631 | 1 625 | 1 681 | 1 798 | 2 033 |

| 1901  | 1906  | 1911  | 1921  | 1926  | 1931  | 1936  | 1946  | 1954  |
| ----- | ----- | ----- | ----- | ----- | ----- | ----- | ----- | ----- |
| 1 990 | 2 190 | 2 339 | 2 898 | 4 258 | 5 471 | 5 800 | 5 937 | 7 452 |

| 1962   | 1968   | 1975   | 1982   | 1990   | 1999   | 2006   | 2011   | 2016   |
| ------ | ------ | ------ | ------ | ------ | ------ | ------ | ------ | ------ |
| 10 220 | 12 264 | 16 397 | 19 647 | 22 135 | 23 083 | 25 824 | 26 422 | 29 066 |

| 2021   | 2022   | - | - | - | - | - | - | - |
| ------ | ------ | - | - | - | - | - | - | - |
| 31 605 | 31 818 | - | - | - | - | - | - | - |

### Enseignement
La ville d'Herblay-sur-Seine relève de l’Académie de Versailles.
Les écoles maternelles sont :
- Jean-Moulin
- La Tournade
- Louis-Pergaud
- Saint-Exupéry
- Les Chênes
- Jean-Jaurès
- Les Buttes-blanches
- Sainte Jeanne-d'Arc[75] (école privée catholique sous contrat)
- Jean-Louis-Étienne

Les écoles élémentaires sont :
- Jean Moulin
- Marie Curie
- Louis Pasteur
- Saint-Exupéry
- Les Chênes
- Jean Jaurès
- Les Buttes-blanches
- Jeanne d'Arc (école privée catholique sous contrat)
- Jean-Louis Étienne

Les établissements du secondaire sont :
- collèges : Jean Vilar (avec une SEGPA), Georges Duhamel ; Isabelle Autissier
- lycée : Montesquieu ;
- collège-lycée privé : École Montaigne (fermée[76]).

On compte également une école pour enfants précoces avec une classe de la maternelle à la fin du collège spécialisée pour enfants intellectuellement précoces, l'école Léonard-de-Vinci.
À la rentrée 2015 le groupe scolaire Jean-Louis-Étienne ouvre ses portes.
Une école devrait être construite dans le quartier des Tartres à Herblay-sur-Seine en 2026.

### Sports
La commune dispose d'équipements sportifs :
- Complexe sportif des Beauregards : deux terrains de rugby homologués, trois terrains de football homologués, un terrain de baseball, un terrain de pétanque, un club de tennis comprenant un club house, six courts couverts et quatre extérieurs.
- Complexe sportif de l'Orme Macaire (COSEC) : un gymnase multisports (handball, fitness, volley-ball, handball), salles d'escrime, de combat, de danse, un stade d'athlétisme et terrain multisports
- Gymnase des Beauregards: Basketball, badminton, volley-ball
- Gymnase de la gare: salle multisports, salle de danse, salle d'haltérophilie, ping-pong
- Gymnases des Naquettes et des Bayonnes : Basketball, badminton, handball et Baseball en intérieur
- Dojo des Naquettes: Judo, Aïkido[79]
- Les écuries de la ferme d'Eragny : un manège, une carrière, et une carrière d'obstacle ainsi qu'un rond de longe pour l'équitation
- Centre aquatique, "Les Grands Bains du Parisis"[80]: un bassin de natation de 6 couloirs, un bassin d'apprentissage avec espace ludique, un bassin d'activités, un espace ludique, un espace balnéo (spa, hammam et saunas), un espace forme avec cours de fitness et plateau de cardio training, ainsi qu'un solarium.
- 3 terrains multisports ou street park[81]
- 1 skate park[82]

## Économie
La ville possède un centre-ville composé de rues ouvertes à la circulation, bordées par de nombreux commerces et services. La place du marché est aussi entourée de commerces. Le quartier de la gare est une zone économique du fait du transit et regroupe de nombreuses administrations locales et publiques. Des regroupements de commerces et de services se trouvent à la jonction des différentes zones d'habitations de la ville (exemples : aux Buttes Blanches, ou, entre les Chênes et l'Orme Macaire). Les artisans sont disséminés sur tout le territoire de la ville. En outre, il existe une zone industrielle et commerciale, dynamique vers la Patte d'Oie d'Herblay.
En 2010 le revenu fiscal médian par ménage était de 42 194 €, ce qui plaçait Herblay au 1 605e rang parmi les 31 525 communes de plus de 39 ménages en métropole.

## Culture locale et patrimoine

### Vie culturelle
Le Théâtre Roger Barat a été inauguré en 2002. Il comporte la salle "Debussy", de 496 places assises, une salle de réception de 168 m2 et une salle de danse.
L'EAM, ou Espace André Malraux, comporte une salle spectacle, "la Luciole", de 106 places assises, deux studios d'enregistrement et de répétition, vingt salles pour les activités du conservatoire de musique, et diverses activités sportives et manuelles. L'équipement, livré en 2009, a été imaginé par l'agence d'architecture Quintet.
L’Échappée, la Ludo-médiathèque qui a ouvert ses portes en septembre 2023 comporte un auditorium de 120 places, des salons de lecture, des lieux de détente et de travail ainsi qu'un espace multimédia et des salles de divertissement

### Lieux et monuments

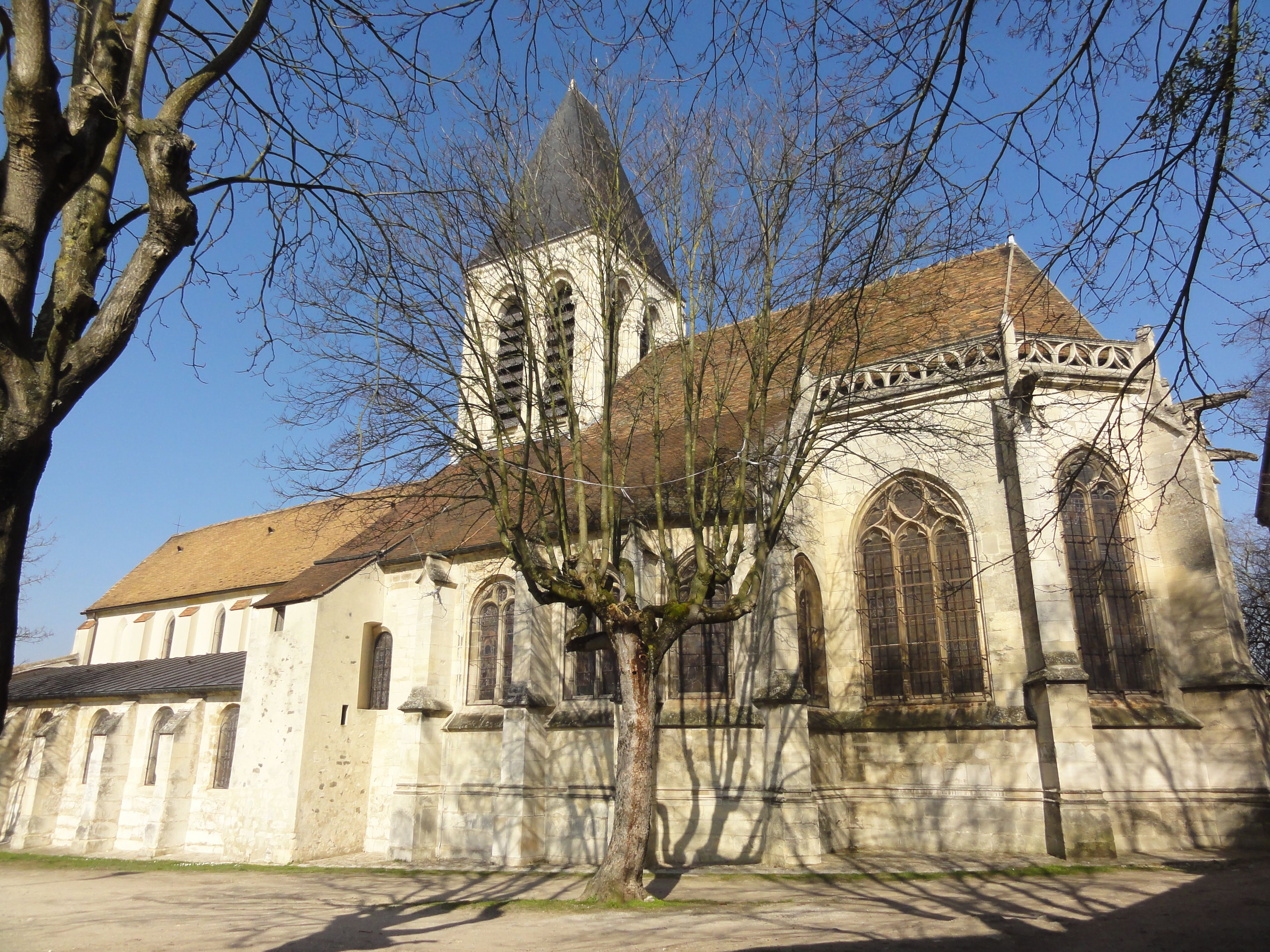
L'église Saint-Martin, vue depuis le sud-est.

#### Monuments historiques
Herblay compte un  monument historique sur son territoire.
- Église Saint-Martin, rue Jean-XXIII (inscrite monument historique par arrêté du 6 juillet 1925[88])

Elle a été édifiée à partir de la seconde moitié du XIIe siècle dans le style gothique. Le transept est la partie la plus ancienne. La nef, assez longue, est un peu plus récente, et peut être datée de la fin du XIIe siècle ou du début du XIIIe siècle. Ses bas-côtés ont toutefois été rebâtis à l'époque moderne, et perdu leur intérêt.
L'élégant clocher central, dont les baies sont flanquées de multiples colonnettes, est certes la partie la plus emblématique de l'édifice gothique. Entre 1500 et 1535 environ, son chœur a été remplacé par un vaste complexe de style gothique flamboyant, qui comporte trois travées, se terminant par un chevet à pans coupés, et deux collatéraux, également à pans coupés. Son architecture est soignée, et l'on y trouve toujours cinq verrières de style Renaissance, qui datent des années 1537-1540, et ont été restaurées vers 1881,.

#### Patrimoine naturel
La ville s'est construite sur un plateau riche de gypse, avec lequel on produisait le plâtre, et en calcaire,. Les carrières d'Herblay exploitées à partir du XVIIe siècle, ont ainsi fourni la pierre pour la construction de la collégiale de Poissy, le palais Bourbon, la fontaine de Grenelle et la tour Saint-Jacques notamment.
Dans ces carrières s'installent à partir du XIXe siècle, des "champignonnistes".
Ces carrières "présentent un double intérêt géologique et paléontologique". Les marnes des toits des carrières contiennent ainsi des géodes de calcites, ou petits cristaux de couleur orangée qui peuvent atteindre jusqu'à un mètre de long. D'autre part, la Commission Française pour la Protection du Patrimoine Historique et Rural, ayant mis le site en observation, a découvert en 1992 une mâchoire et des ossements fossilisés de Lophiodon. Le Museum d'Histoire Naturelle, après étude, aurait en fait identifié un œuf fossilisé, découverte exceptionnelle dans le Bassin parisien.

#### Autres éléments du patrimoine
- Vestiges des fortifications du village, chemin des côtes de La Frette, du XVIe siècle[a 2] ;
- Tourelle, rue de Montigny, du XVIe siècle[a 2] ;
- Rue de l'Enfer, seule à conserver l'aspect des issues du village fortifié[a 2] ;
- Mur du Roy, rue des Grosses-Eaux et chemin du Val-de-Gaillon, datant de 1663 à 1683. Reliant les terrasses de Saint-Germain-en-Laye à Poissy par La Frette-sur-Seine, il servait à empêcher le gibier de la forêt royale de pénétrer sur les cultures, tout en lui permettant de s'abreuver dans la Seine[a 3] ;
- Croix Martinière, 1, place du Général-Leclerc, de 1618[a 3] ;
- Château de l'Église, 5, rue Jean-XXIII, du XIXe siècle[a 4]. ;
- Mairie, 43, rue du Général-de-Gaulle, du XIXe siècle[a 5]. ;
- Puits-tour, parc de la Mairie, du XIXe siècle, ayant supporté une éolienne pour pomper l'eau[a 6] ;
- Chapelle de la maison de retraite, 42, rue du Général-de-Gaulle, de 1867[a 6] ;
- Colombier du colonel Monteil, 8-12, quai du Génie, de la fin du XIXe siècle[a 6] ;
- Croix Thévenin, rue de Paris / boulevard des Ambassadeurs, offert par le maire en 1868[a 7]. ;
- « Château », 50, rue de Paris, de 1900, aujourd'hui clinique, et porche du château de la fin du XVIe siècle[a 8] ;
- Kiosque en bois, 2, rue des Sablons, vers 1902[a 9].
- Villa Mauresque, de style arabo-persan (1891-1914)[93].

Galerie
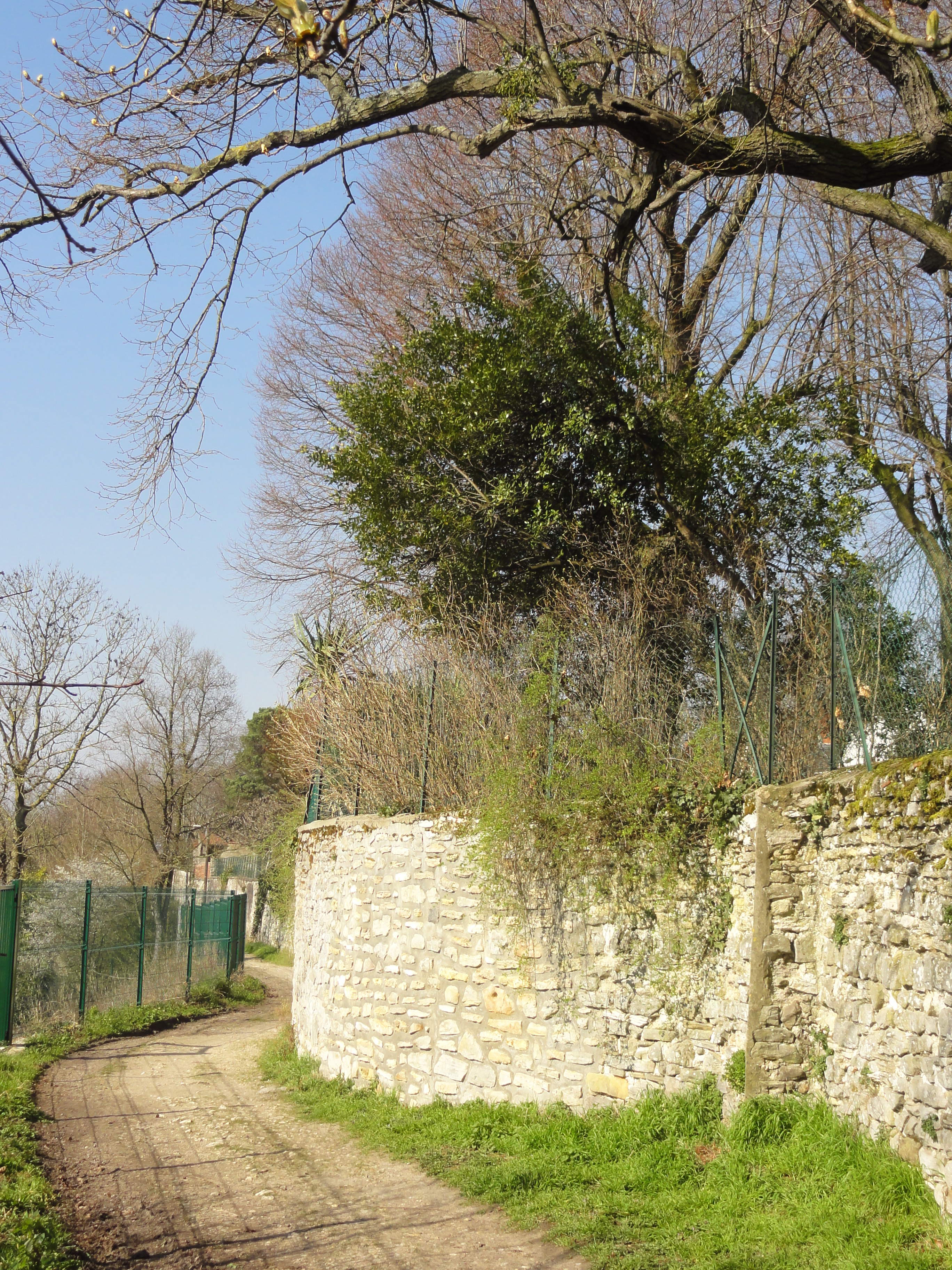
Vestiges des fortifications.
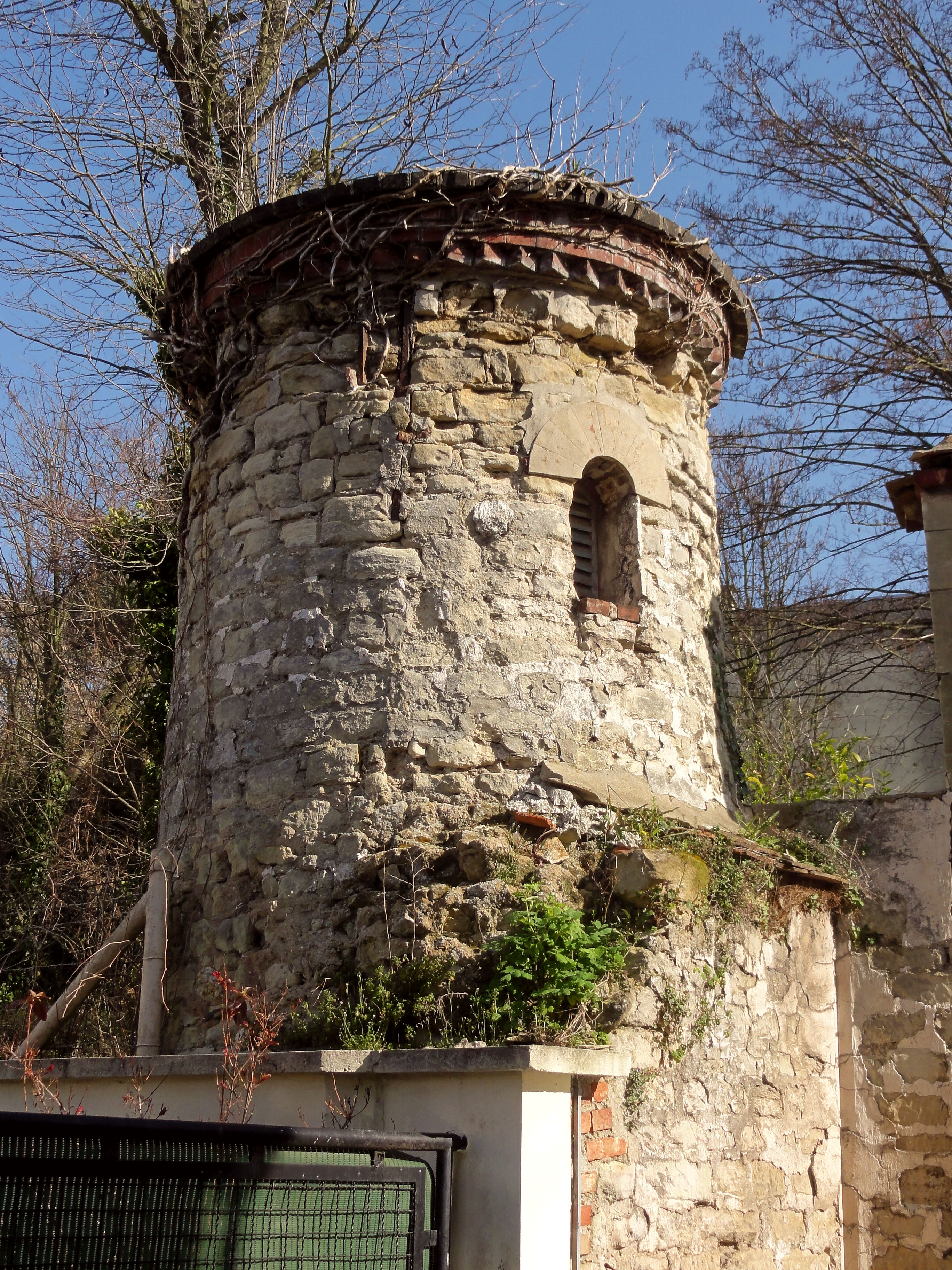
Tourelle, rue de Montigny.
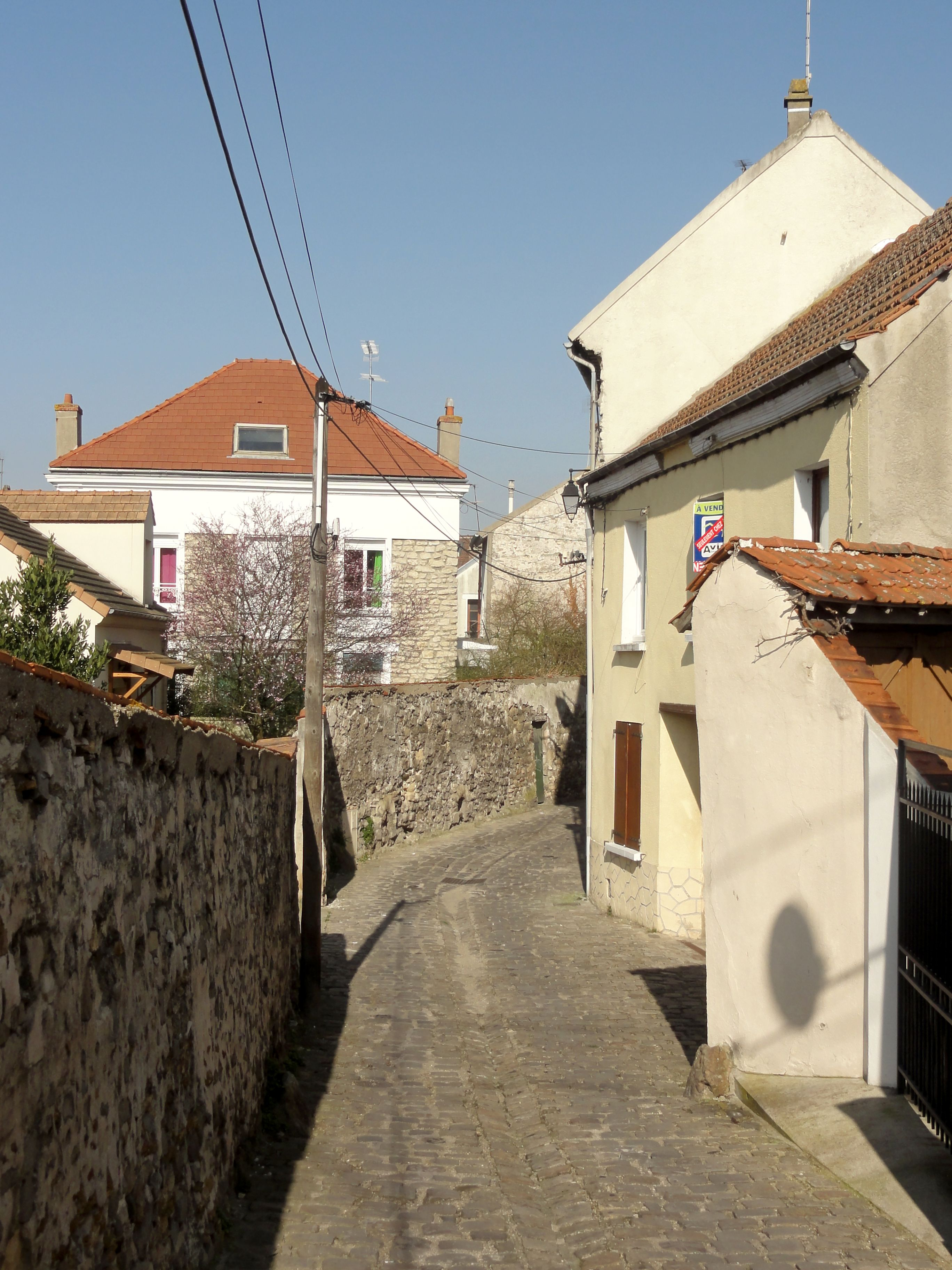
Rue de l'Enfer.
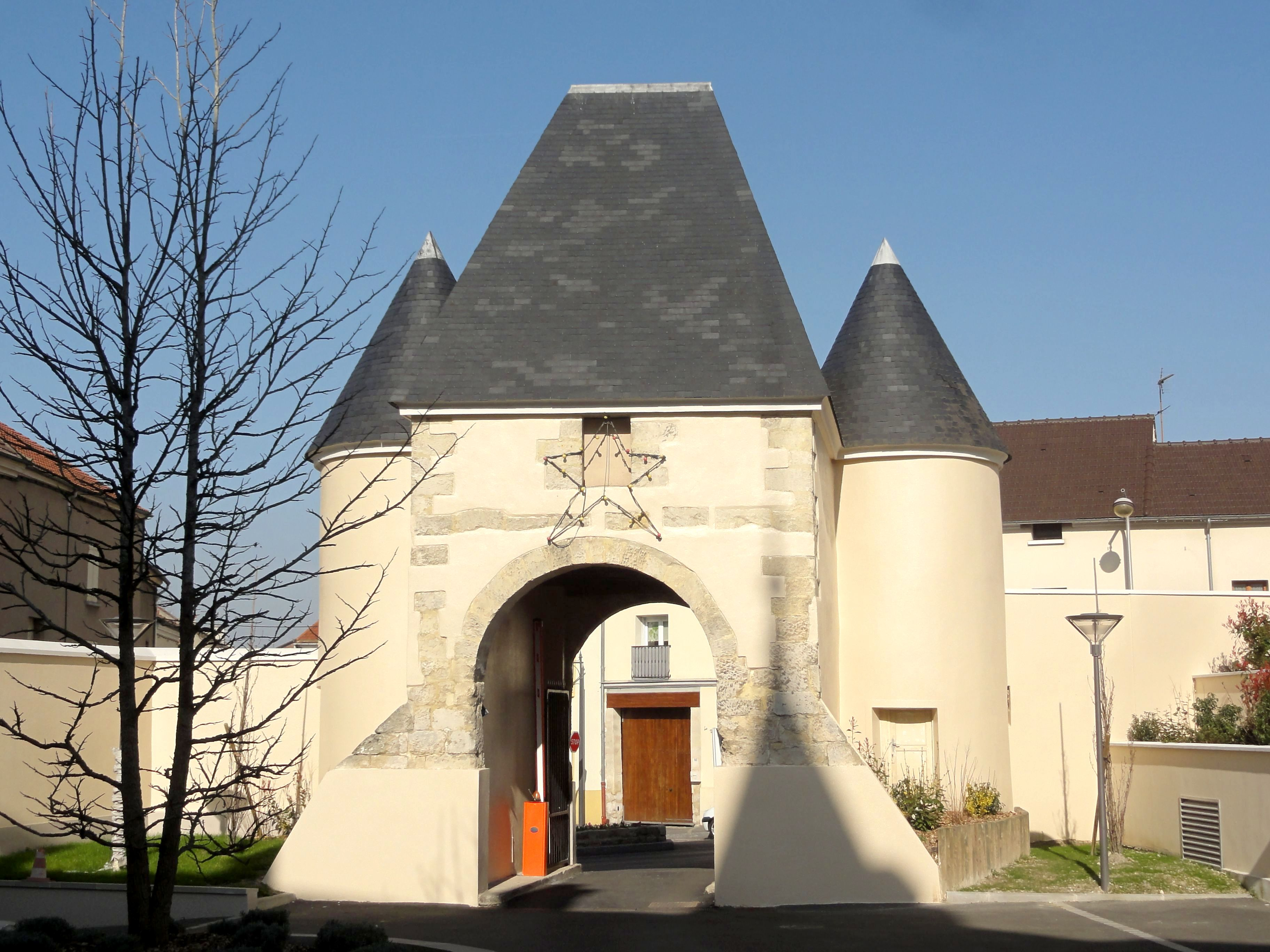
Porche du château.

### Personnalités liées à la commune
- Marie d'Agoult (1805-1876), a habité Herblay[94].
- Hortense Allart (1801-1879), a habité Herblay[94].
- Jean Allemane (1843-1935), communard, fondateur du Parti ouvrier socialiste révolutionnaire, député de la Seine, est mort à Herblay.
- Jacqueline Brumaire (1921-2000) née Jacqueline Thévenin, artiste lyrique, est née à Herblay.
- Maxime Chattam (1976-), romancier français, est né à Herblay.
- Jacqueline Danno (1931-2021), comédienne et chanteuse, a habité Herblay.
- Stéphane Diagana (1969-), athlète français, a habité Herblay.
- Les frères Étienne Fourmont (1683-1745) et Michel Fourmont (1690-1746), premiers sinologues européens, sont nés à Herblay.
- Roger Ikor (1912-1986), écrivain français, a habité Herblay[94].
- Jean Leclaire (1801-1872), entrepreneur de peinture et militant social, maire d'Herblay de 1865 à 1869.
- Paul Louchet (1854-1936), peintre, a été maire d'Herblay.
- André Lorulot (1885-1963), penseur et anarchiste français, est mort à Herblay.
- Pierre Pincemaille (1956-2018), organiste de la basilique Saint-Denis, professeur au Conservatoire national supérieur de musique et de danse de Paris, concertiste international, a vécu à Herblay.
- Charles-Augustin Sainte-Beuve (1804-1869), écrivain, a séjourné à Herblay[94].
- Paul Signac (1863-1935), peintre paysagiste français qui a peint deux tableaux d'Herblay (Coucher de soleil. Opus 206 (1889) et Bords de rivière, la Seine à Herblay (1889)).
- Théodore Frédéric Salmon (1811-1876), peintre, est décédé à Herblay.
- Alain Wodrascka (1964-), écrivain et biographe, habite Herblay depuis 1999.

### Héraldique
| Blason de Herblay-sur-Seine | Blason  | De gueules aux trois serpes de vigneron d'or emmanchées de sable. |
| Blason de Herblay-sur-Seine | Détails |                                                                   |